# Ровере дела Луна
Ровере дела Луна (итал. Roveré della Luna) је насеље у Италији у округу Тренто, региону Трентино-Јужни Тирол.
Према процени из 2011. у насељу је живело 1565 становника. Насеље се налази на надморској висини од 238 м.

## Становништво
Према резултатима пописа становништва 2011. у општини је живело 1.573 становника.
| 1931. | 1936. | 1951. | 1961. | 1971. | 1981. | 1991. | 2001. | 2011. |
| ----- | ----- | ----- | ----- | ----- | ----- | ----- | ----- | ----- |
| 1.410 | 1.389 | 1.510 | 1.399 | 1.392 | 1.394 | 1.372 | 1.472 | 1.573 |